# تپه چال آویار قلی
تپه چال آویار قلی مربوط به عصر مفرغ - دوره اشکانیان است و در شهرستان دالاهو، بخش مرکزی، دهستان بیونیج، روستای سی باقر واقع شده و این اثر در تاریخ ۲۶ اسفند ۱۳۸۶ با شمارهٔ ثبت ۲۱۷۶۳ به‌عنوان یکی از آثار ملی ایران به ثبت رسیده است.